# Wounded Birds
Wounded Birds (Originaltitel: Yaralı Kuşlar) ist eine türkische Drama-Serie, die 2019 erstmals ausgestrahlt wurde.

## Inhalt
Die Serie dreht sich um das Schicksal des Waisenjungen Ömer, der gemeinsam mit der jungen Frau Meryem auf den Straßen Istanbuls ums Überleben kämpft. Meryem hat Ömer vor Jahren aufgenommen und wie einen kleinen Bruder großgezogen. Die beiden teilen eine tiefe familiäre Bindung, obwohl sie nicht blutsverwandt sind.
Ömer ahnt jedoch nicht, dass er der verschollene Sohn einer wohlhabenden Familie ist. Als Levent, der Sohn des reichen Geschäftsmanns Cemil Metehanoğlu, die beiden trifft, ändert sich ihr Leben auf dramatische Weise. Zwischen Meryem und Levent entwickelt sich eine zarte Liebesgeschichte, während dunkle Geheimnisse und gefährliche Intrigen die beiden immer wieder auf die Probe stellen.

## Besetzung
| Schauspieler       | Rolle              | Folge   |
| ------------------ | ------------------ | ------- |
| Emre Mete Sönmez   | Efe Metehanoğlu    | 1–165   |
| Ali Yasin Özegemen | Levent Metehanoğlu | 1–165   |
| Gizem Arıkan       | Meryem Çelik       | 1–165   |
| Ayşen İnci         | Ulviye Metehanoğlu | 1–165   |
| Elif Erol          | Hülya Metehanoğlu  | 1–98    |
| Arzu Yanardağ      | Hülya Metehanoğlu  | 117–165 |
| Özgür Özberk       | Tekin Avcı         | 1–165   |
| Cemre Melis Çınar  | Melis Saraç        | 1–165   |

## Produktion
Wounded Birds wurde von İnal Gülen Oarr produziert. Regie führte Yasemin Erkul und Ece Tahtalıoğlu Pertez. Die Musik der Serie komponierte Murat Evgin. Die Serie wurde am 1. April 2019 auf Kanal D ausgestrahlt. Die letzte Folge erschien am 29. November 2019. Sie umfasst insgesamt 165 Episoden, die jeweils etwa 55 Minuten dauern. In Deutschland erschien die Serie am erstmals 1. November 2024 auf Joyn mit deutschen Untertiteln.